# Frans Mettes
Frans Mettes (Amsterdam 18 maart 1909 – 30 november 1984) was een Nederlandse tekenaar, illustrator, kunstschilder, glazenier, boekbandontwerper en vooral ontwerper van honderden filmaffiches. Dit deed hij samen met zijn broer Engbertus Petrus Mettes.

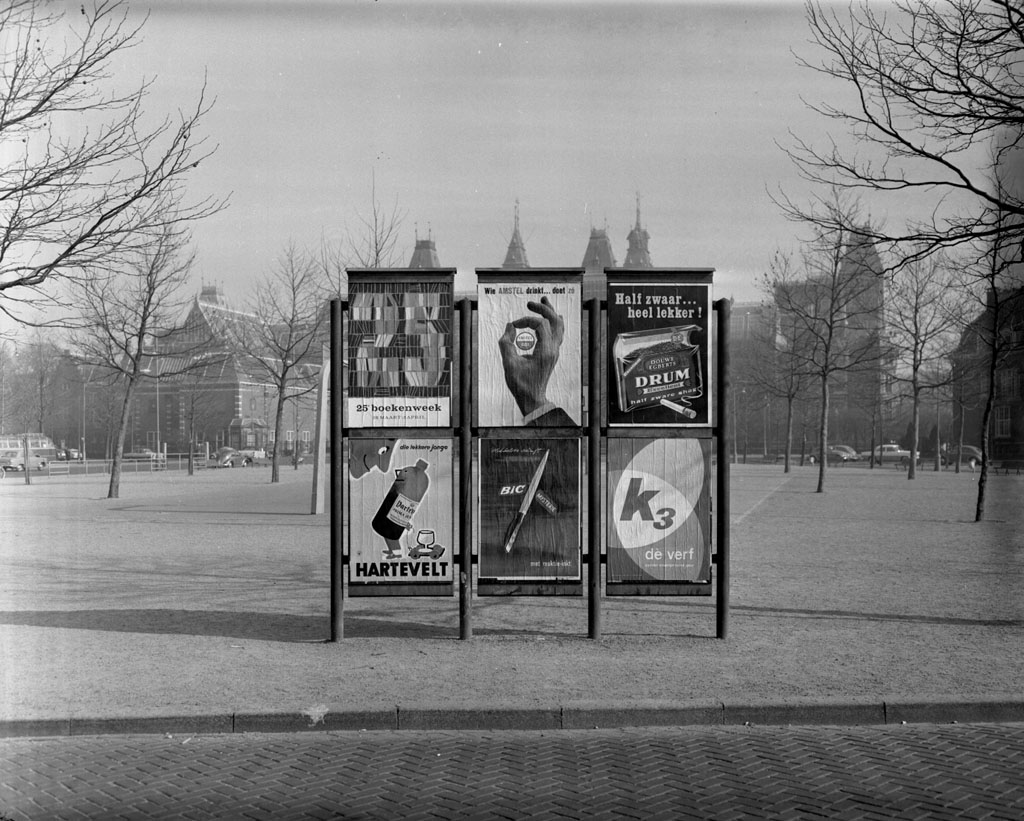
Reclame voor Hartevelt jenever door Frans Mettes (linksonder, 1960)

Hij ontwierp voor sigarettenmerken als Belinda, Chief Whip, Dubec, Eden, Gladstone, Lucky Strike, Mantano en North State. Verder ook voor Ibis (shag), Mascotte (vloeipapier), sigaren als Hofnar, Ritmeester en Willem II, dranken als Bols (Silver Top dry gin), Hartevelt, Heineken, Drie Hoefijzers en ZHB. Mettes werkte voor verscheidene bedrijven: Auping, Boldoot, Droste, Expo 58, de Holland-Amerika Lijn en de RAI.
Het Spoorwegmuseum in Utrecht wijdde tussen 31 oktober 2012 en 10 februari 2013 een tentoonstelling aan het werk van  Frans Mettes onder de titel Reclame om in te lijsten, Frans Mettes (1909-1984). Het museum bezit een grote collectie affiches van Mettes.
Mettes maakte boekbandontwerpen, omslagontwerpen en illustraties voor een aantal delen van de Bob Evers-serie.